# チャールズ・ターナー (第2代准男爵)
第2代准男爵サー・チャールズ・ターナー（英語: Sir Charles Turner, 2nd Baronet 1773年1月28日 – 1810年2月1日）は、イギリスの軍人、政治家。
ヨーク選挙区選出の庶民院議員チャールズ・ターナーと、その後妻メアリー（庶民院議員ジェイムズ・シャトルワースの娘）を両親に持つ。父は1782年に「カウンティ・オブ・ヨークにおけるカークレザムのターナー准男爵」（Turner baronets, of Kirkleatham）に叙爵されたが、翌年に死去。その結果、当時10歳のチャールズが第2代准男爵となった。
1789年、陸軍騎兵少尉（Cornet）に任官し、王立近衛騎馬連隊に入隊。1797年、第4ウェスト・ヨークシャー民兵の大尉となった。
1796年イギリス総選挙でキングストン・アポン・ハル選挙区から出馬し当選。選挙戦には8,000ポンドを投じたという。選挙終盤、「無所属での活動・戦争反対・ハルの利益の尊重」を約束したが、実際には議会改革に関わること以外では政府に反対する態度をとらなかった。その後、1802年まで議員を務めた。
1810年、37歳で死去。

## 競馬
馬主であり、下記の優勝馬を所有した。
- ハンブルトニアン - 1795年のセントレジャーステークスで優勝した[4]。1796年、第2代準男爵サー・ヘンリー・ヴェイン＝テンペストに売却した[4]